# Бионика
Био́ника (от др.-греч. βίον «живущее») — прикладная наука о применении в технических устройствах и системах принципов организации, свойств, функций и структур живой природы, то есть формах живого в природе и их промышленных аналогах.
Различают:
- биологическую бионику, изучающую процессы, происходящие в биологических системах;
- теоретическую бионику, которая строит математические модели этих процессов;
- техническую бионику, применяющую модели теоретической бионики для решения инженерных задач.

Бионика тесно связана с биологией, физикой, химией, кибернетикой и инженерными науками: электроникой, навигацией, связью, протезированием (конечностей и органов человека и других живых существ), морским делом и другими.

## Название
Название бионики происходит от древнегреческого слова бион — «ячейка жизни». Бионика изучает биологические системы и процессы с целью применения полученных знаний для решения технических задач. Бионика помогает человеку создавать оригинальные технические системы и технологические процессы на основе идей, найденных и заимствованных у природы.

## Биомиметика
В англоязычной и переводной литературе чаще употребляется термин биомиме́тика (от др.-греч. βίος «жизнь» + μίμησις «подражание») в значении — подход к созданию технологических устройств, при котором идея и основные элементы устройства заимствуются из живой природы. Бионика подтверждает, что многие человеческие изобретения имеют аналоги в живой природе, например, застёжки «молния» и «липучки» были сделаны на основе строения пера птицы. Бородки пера различных порядков, оснащённые крючками, обеспечивают надёжное сцепление. Одним из удачных примеров биомиметики является широко распространённая текстильная застёжка, прототипом которой стали плоды растения репейник, цеплявшиеся за шерсть собаки швейцарского инженера Жоржа де Местраля.

## История развития
Идея применения знаний о живой природе для решения инженерных задач принадлежит Леонардо да Винчи, который пытался построить летательный аппарат с машущими крыльями, как у птиц: орнитоптер.
С 1780 года Гальвани начал работу по физиологии нервов и мышц, которая показала связь между биологией и физикой.
Появление кибернетики, рассматривающей общие принципы управления и связи в живых организмах и машинах, стало стимулом для более широкого изучения строения и функций живых систем с целью выяснения их общности с техническими системами, а также использования полученных сведений о живых организмах для создания новых приборов, механизмов, материалов и тому подобное.

## Основные направления работ
Основные направления работ по бионике охватывают следующие проблемы:
- изучение нервной системы человека и животных и моделирование нервных клеток (нейронов) и нервных сетей для дальнейшего совершенствования вычислительной техники и разработки новых элементов и устройств автоматики и телемеханики (нейробионика);
- исследование органов чувств и других воспринимающих систем живых организмов с целью разработки новых датчиков и систем обнаружения;
- изучение принципов ориентации, локации и навигации у различных животных для использования этих принципов в технике;
- исследование морфологических, физиологических, биохимических особенностей живых организмов для выдвижения новых технических и научных идей.

## Моделирование живых организмов
Создание модели в бионике — это половина дела. Для решения конкретной практической задачи необходима не только проверка наличия интересующих практику свойств модели, но и разработка методов расчёта заранее заданных технических характеристик устройства, разработка методов синтеза, обеспечивающих достижение требуемых в задаче показателей.
И поэтому многие бионические модели, до того, как получают техническое воплощение, начинают свою жизнь на компьютере. Строится математическое описание модели. По ней составляется компьютерная программа — бионическая модель. На такой компьютерной модели можно за короткое время обработать различные параметры и устранить конструктивные недостатки.
Именно так, на основе программного моделирования, как правило, проводят анализ динамики функционирования модели; что же касается специального технического построения модели, то такие работы являются, несомненно, важными, но их целевая нагрузка другая. Главное в них — изыскание лучшей экспериментальной технологической основы, на которой эффективнее и точнее всего можно воссоздать необходимые свойства модели. Накопленный в бионике практический опыт неформализованного «размытого» моделирования чрезвычайно сложных систем имеет общенаучное значение. Огромное число её эвристических методов, совершенно необходимых в работах такого рода, уже сейчас получило широкое распространение для решения важных задач оптимального управления, экспериментальной и технической физики, экономических задач, задач конструирования многоступенчатых разветвлённых систем связи и тому подобное.

## Нейробионика
Нейробионика изучает работу мозга, исследует механизмы памяти. Интенсивно изучаются органы чувств животных, внутренние механизмы реакции на окружающую среду и у животных, и у растений. Основными направлениями нейробионики являются изучение физиологии нервной системы человека и животных и моделирование нервных клеток-нейронов и нервных сетей. Это даёт возможность совершенствовать и развивать архитектуру электронной и вычислительной техники. Существуют теории, утверждающие, что развитие нейробионики было основанием создания искусственного интеллекта.